# Petr Blecha
Petr Blecha (* 3. září 1968, Třebíč) je český rozhodčí ledního hokeje, bývalý hokejista a pedagog.

## Biografie
Narodil se v roce 1968 v Třebíči, hokej začal hrát v roce 1975 v Třebíči, působil v týmu SK Horácká Slavia Třebíč. Od roku 1983 začal působit jako rozhodčí ledního hokeje v mládežnických kategoriích, následně do roku 1985 působil jako rozhodčí na krajských přeborech. Následně pokračoval v kariéře hokejisty, v SK Horácká Slavia působil až do roku 1998, kdy se opět stal rozhodčím ledního hokeje. V roce 1999 získal licenci první třídy, následně řídil utkání v různých ligách, Od sezony 2005/06 do 2007/08 a od 2009/10 do 20123/14 působil jako hlavní rozhodčí Extraligy ledního hokeje. Celkem v Extralize odřídil 101 zápasů, činnost hlavního rozhodčího v Extralize ukončil v roce 2013. V roce 2014 ukončil kariéru rozhodčího a stal se delegátem první a druhé ligy ledního hokeje a působí jako videorozhodčí Extraligy ledního hokeje.
V roce 2012 ukončil zápas mezi týmy HC Orli Znojmo a SK Horácká Slavia Třebíč.
Od srpna 2014 je ředitelem základní školy v Čáslavicích.